# Marcius Plotius Sacerdos
Marcius Plotius Sacerdos (3. század) római grammatikus.
Diocletianus császár idejében élt. Ars Grammatica a címe három részből álló, fennmaradt munkájának, amelynek utolsó fejezete a metrikát tárgyalja.